# Arto Tolsa
Arto Vilho Tolsa (Kotka, 9 de agosto de 1945 - ib., 30 de marzo de 1989) fue un futbolista finlandés.

## Biografía
Tolsa comenzó a jugar al fútbol en las categorías inferiores del KTP Kotka, el club deportivo de su ciudad natal. A los 17 años debutó con el primer equipo y se ganó un puesto titular como delantero centro, siendo uno de los máximos artilleros del club verdiblanco. En su primera etapa firmó 150 goles en 152 partidos oficiales desde 1962 hasta 1969, periodo en el que además ganó la Copa de Finlandia de 1967. Mientras jugó en Finlandia compaginaba el deporte con un empleo e incluso fue concejal en el ayuntamiento de Kotka por el SDP.
Ya consolidado en la selección de fútbol de Finlandia, en 1969 fue contratado por el Beerschot VAC de la liga de Bélgica y fue uno de los primeros finlandeses que jugó en ligas extranjeras. A diferencia de lo que sucedía en su país, Tolsa pasó a jugar como líbero debido a su altura y formó parte del Beerschot durante diez temporadas. Su labor fue reconocida por la Federación de Fútbol de Finlandia con tres premios al mejor futbolista nacional.
En 1979, ya con 34 años, regresó a Finlandia para jugar en el KTP como capitán. En 1980 ayudó al equipo a conquistar una segunda Copa de Finlandia, y en 1982 se retiró del deporte de competición.
Falleció el 30 de marzo de 1989, a los 43 años, víctima del alcoholismo. A día de hoy es considerado uno de los pioneros del fútbol profesional en Finlandia, junto con Aulis Rytkönen y Juhani Peltonen. En homenaje, el ayuntamiento de Kotka renombró en el 2000 el estadio municipal como «Estadio Arto Tolsa».

## Trayectoria
| Club            | País      | Año       |
| --------------- | --------- | --------- |
| KTP Kotka       | Finlandia | 1962-1969 |
| K Beerschot VAC | Bélgica   | 1969-1979 |
| KTP Kotka       | Finlandia | 1979-1982 |

## Palmarés

### Campeonatos nacionales
| Título            | Club      | País      | Año  |
| ----------------- | --------- | --------- | ---- |
| Copa de Finlandia | KTP Kotka | Finlandia | 1967 |
| Copa de Finlandia | KTP Kotka | Finlandia | 1980 |

### Distinciones individuales
- Futbolista del año en Finlandia: 1971, 1974 y 1977.